# Neocercospora
Neocercospora Bakhshi, Arzanlou, Babai-ahari & Crous – rodzaj grzybów z rodziny Mycosphaerellaceae.

## Charakterystyka
Grzyby mikroskopijne będące patogenami roślin, u których powodują plamistość liści i łodyg. Znana jest tylko postać bezpłciowa (anamorfa). Jest ona endofitem. W tkankach porażonych roślin tworzy słabo rozwinięte, brązowe podkładki. Plamy na liściach występują obustronnie. Konidiofory skupione w luźnych do średnio gęstych wiązkach, wyrastające ze szparek aparatów szparkowych, bez przegród, zredukowane do komórek konidiotwórczych, nierozgałęzione, gładkie, niemal cylindryczne do stożkowatych, szersze u podstawy, z jednum lub wieloma miejscami konidiogenezy, sympodialne. Loci widoczne, pogrubione, zaciemnione, nieco refrakcyjne, wierzchołkowe lub utworzone na ramionach w wyniku kolankowania. Konidia samotne lub w grupach, w nierozgałęzionych łańcuchach, hialinowe, gładkie, rynienkowate lub nie, cylindryczne, niemal cylindryczne do owalnoo-cylindrycznych, proste do lekko zakrzywionych, septowane ze spłaszczonym hilum, umiarkowanie pogrubione, zaciemnione i nieco refrakcyjne.

## Systematyka i nazewnictwo
Pozycja w klasyfikacji według Index Fungorum: Mycosphaerellaceae, Mycosphaerellales, Dothideomycetidae, Dothideomycetes, Pezizomycotina, Ascomycota, Fungi.
Takson utworzyli w 2015 r. Mounes Bakhshi, Mahdi Arzanlou, Asadollah Babai-ahari i Pedro Willem Crous.
Gatunki:
- Neocercospora ammicola
- Neocercospora carotae

Nazwy naukowe na podstawie Index Fungorum.
W Polsce występuje N. carotae.